# Lagenoderus ferrumequinum
Lagenoderus ferrumequinum is een keversoort uit de familie bladrolkevers (Attelabidae). De wetenschappelijke naam van de soort werd in 1897 gepubliceerd door Léon Marc Herminie Fairmaire.